# سیارک ۴۵۶۱
سیارک ۴۵۶۱ (به انگلیسی: 4561 Lemeshev، نامگذاری:1978RY5) چهار هزار و پانصد و شصت و یکمین سیارک کشف شده‌است که در ۱۳ سپتامبر ۱۹۷۸ کشف شد.
قدر مطلق سیارک برابر ۱۳٫۴۰ است.